# Филичкин, Виктор Михайлович

Памятник Филичкину на Большеохтинском кладбище

Виктор Михайлович Филичкин (12 сентября 1900 или 12 [25] сентября 1900, Никитино, Казанская губерния — 27 мая 1952, Ленинград) — советский военный инженер, генерал-лейтенант технических войск (1943); начальник Военно-транспортной академии РККА имени Кагановича (1939—1946).

## Биография
Родился в деревне Никитино Ядринского уезда в русской семье. В 1918 году вступил в РКП(б).
С июня 1919 года — в Красной Армии. В 1920 году окончил Казанский военно-инженерный техникум.
С 1920 по 1924 год — командир сапёров дорожно-мостовой роты. Участвовал в военных действиях против «банд Фёдора Попова» в марте 1921 в качестве начальника разведывательного отдела. По окончании военного отделения Ленинградского института инженеров путей сообщения в 1930 году служил в Инженерно-техническом управлении штаба РККА инженером отдела, помощником начальника сектора.
С 1932 по 1937 год — начальник учебного части мостового факультета, начальник железнодорожного отдела факультета путей сообщения, исполнял обязанности начальника того же факультета Военно-транспортной академии РККА.
С 1938 года — заместитель начальника, с декабря 1939 по апрель 1946 начальник Военно-транспортной академии РККА имени Кагановича.
В июле 1946 уволен в запас по болезни.

## Семья
- Сын Владлен

## Память
Похоронен в Ленинграде на Большеохтинском кладбище.

## Награждён
- Два Ордена Ленина (13.09.1943, 21.02.1945)
- Орден Красного Знамени (03.11.1944)
- Орден Отечественной войны I степени (14.06.1945)
- Орден Красной Звезды (24.11.1942)
- Медаль «ХХ лет РККА»
- Медаль «За оборону Москвы» (01.05.1944)
- Медаль «За оборону Ленинграда» (22.12.1942)
- Медаль «За победу над Германией в Великой Отечественной войне 1941–1945 гг.» (09.05.1945)
- Медаль «За взятие Берлина» (09.06.1945)

## Работы
Автор публикаций на военно-технические темы.